# Binche-Chimay-Binche 2017
La 30e édition de Binche-Chimay-Binche a eu lieu le 3 octobre 2017. Elle fait partie du calendrier UCI Europe Tour 2017 en catégorie 1.1. La course est remportée par le Belge Jasper De Buyst (Lotto-Soudal) devant Matteo Trentin et Tom Devriendt.

## Équipes
| WorldTeams (4)- Quick-Step Floors - Lotto-Soudal - Lotto NL-Jumbo - AG2R La Mondiale Équipes continentales professionnelles (9)- Cofidis, Solutions Crédits - Fortuneo-Oscaro - Roompot-Nederlandse Loterij - Verandas Willems-Crelan - Sport Vlaanderen-Baloise - Wanty-Groupe Gobert - WB-Veranclassic-Aqua Protect - Aqua Blue Sport - Direct Énergie Équipes continentales (9)- Roubaix Lille Métropole - Pauwels Sauzen-Vastgoedservice - Cibel-Cebon - AGO-Aqua Service - Tarteletto-Isorex - T.Palm-Pôle Continental Wallon - Armée de terre - Joker Icopal - Leopard |
| |

## Classement final
| \| Classement général \| Classement général \| Classement général \| Classement général \| Classement général \| \| Coureur \| Coureur \| Pays \| Équipe \| Temps \| \| ------------------ \| --------------------- \| ------------------ \| ---------------------------- \| ------------------ \| \| 1er \| Jasper De Buyst \| Belgique \| Lotto-Soudal \| 4 h 11 min 23 s \| \| 2e \| Matteo Trentin \| Italie \| Quick-Step Floors \| + 0 s \| \| 3e \| Tom Devriendt \| Belgique \| Wanty-Groupe Gobert \| + 0 s \| \| 4e \| Jérôme Mainard \| France \| Armée de terre \| + 7 s \| \| 5e \| Amund Grøndahl Jansen \| Norvège \| LottoNL-Jumbo \| + 7 s \| \| 6e \| Rémi Cavagna \| France \| Quick-Step Floors \| + 7 s \| \| 7e \| Andrea Pasqualon \| Italie \| Wanty-Groupe Gobert \| + 7 s \| \| 8e \| Petr Vakoč \| Tchéquie \| Quick-Step Floors \| + 11 s \| \| 9e \| Alex Kirsch \| Luxembourg \| WB-Veranclassic-Aqua Protect \| + 1 min 42 s \| \| 10e \| Oliver Naesen \| Belgique \| AG2R La Mondiale \| + 1 min 42 s \| |                       |            |                              |                 |
| |                       |            |                              |                 |
| Source : ProCyclingStats |                       |            |                              |                 |
| Classement général |                       |            |                              |                 |
| Coureur | Coureur               | Pays       | Équipe                       | Temps           |
| 1er | Jasper De Buyst       | Belgique   | Lotto-Soudal                 | 4 h 11 min 23 s |
| 2e | Matteo Trentin        | Italie     | Quick-Step Floors            | + 0 s           |
| 3e | Tom Devriendt         | Belgique   | Wanty-Groupe Gobert          | + 0 s           |
| 4e | Jérôme Mainard        | France     | Armée de terre               | + 7 s           |
| 5e | Amund Grøndahl Jansen | Norvège    | LottoNL-Jumbo                | + 7 s           |
| 6e | Rémi Cavagna          | France     | Quick-Step Floors            | + 7 s           |
| 7e | Andrea Pasqualon      | Italie     | Wanty-Groupe Gobert          | + 7 s           |
| 8e | Petr Vakoč            | Tchéquie   | Quick-Step Floors            | + 11 s          |
| 9e | Alex Kirsch           | Luxembourg | WB-Veranclassic-Aqua Protect | + 1 min 42 s    |
| 10e | Oliver Naesen         | Belgique   | AG2R La Mondiale             | + 1 min 42 s    |